# Velimir Bugarin
Velimir Bugarin (Nova Bila, 1. svibnja 1985.),  hrvatski etnolog, kulturni antropolog, povjesničar i publicist iz Bosne i Hercegovine.

## Životopis
Etnologiju i kulturnu antropologiju te povijest diplomirao je 2011. godine na Sveučilištu u Zadru. Sudjelovao je u više znanstveno-istraživačkih projekata, a autor je i više stručnih radova. Autor je izložbi Ratna svakodnevnica od 1992. do 1995., Igračke, igre i djetinjstvo kroz XX. Stoljeće, Domovinski rat u Lašvanskoj dolini i Sport u mom gradu, BiH i regiji. Suradnik je Hrvatskog dokumentacijskog centra Domovinskog rata iz Mostara.
Živi i radi u Novom Travniku.

## Djela
(popis nepotpun)
- Novi Travnik između utopije i nostalgije, 2016.[1] (s Mariom Katićem)
- Hrvatski misionari i tradicionalna društva Afrike, 2017.[1]
- Druga strana rata: Sjećanje na ratnu svakodnevicu u Lašvanskoj dolini, 2018.[3]
- Dva stoljeća Slimena, 2018.[4] (s Ivanom Zecom)
- Abecedarij Novog Travnika, 2021.[5]
- Dubravica u srcu Viteza, 2022.[6]
- Novotravnički ljetopis, 2022.[7]